# 白鳥敏夫
白鳥 敏夫（しらとり としお、1887年（明治20年）6月8日 - 1949年（昭和24年）6月3日）は、大正、昭和期の日本の外交官・政治家。戦前期における外務省革新派のリーダー的存在で、日独伊三国同盟の成立に大きな影響を与えた。
東洋史学者の白鳥庫吉は叔父。外務大臣を務めた外交畑の長老石井菊次郎も叔父にあたる。また外務官僚の出淵勝次は義兄（妻の姉の夫）にあたる。息子に白鳥正人元北陸財務局長。

## 来歴
千葉県の長生郡茂原町（現在の茂原市）に生まれた。東京・日本中学、第一高等学校を経て、1912年（明治45年）7月、東京帝国大学法科大学経済学科卒。
1913年（大正2年）10月に高等文官試験・外交官及び領事官試験に合格。翌1914年（大正3年）外務省に入省した。同期には岩手嘉雄、加藤外松、栗山茂、谷正之がいる。白鳥はその後奉天・香港で領事官補として勤務し、1916年（大正5年）から1920年（大正9年）まではワシントンD.C.の駐米大使館において勤務した。1920年（大正9年）に外務省内に情報部が設置されると、白鳥は情報部員となり、松岡洋右・広田弘毅の歴代部長の下で勤務した。またワシントン会議においても随員を務めている。当時外務省で用いられていた「候文」が廃止されたのは、1925年の文書課長時代の白鳥の働きによるものである。1926年からはベルリンで勤務し、1929年には情報部第二課長となった。白鳥は外務省きっての英語使いと評される他、実務能力に長けた官僚であり、幣原喜重郎や吉田茂も賞賛していた。しかし白鳥は官僚的なだけではなく、多分に政治的な働きをする人物としても見られていた。またこの頃までは外務省主流派を形成する幣原外交の寵児であると見られていた。

### 満洲事変時の対応
1930年（昭和5年）に情報部長となったが、1931年（昭和6年）には満洲事変が勃発した。白鳥は事変擁護の姿勢をいち早く打ち出し、森恪や鈴木貞一陸軍中佐（当時）と提携し、国際連盟の批判に対抗するための外交政策の代表的役割を果たした。事務総長のエリック・ドラモンドから内密に調停の私案が日本側に提示された際、白鳥は独断でこれを公表し、いかなる国際連盟の調停も拒否する姿勢を表明した。ドラモンドは不快感を示し、国際連盟日本代表部は困惑することになった。1933年には幣原外相が錦州に進撃しないとアメリカ合衆国国務長官ヘンリー・スティムソンに伝え、アメリカ側がこれを「日本が錦州を攻撃しないという誓約を行った」という発表を行って問題になった「幣原外相軍機漏洩事件」が発生したが、白鳥はアメリカ側の発言を非難し、「血迷えり（see red）」という極めて強い言葉でスティムソンを非難した。このため出淵駐米大使がスティムソンに遺憾の意を表明することとなった。
白鳥は事変の発生を佐官級の十数名が陸軍首脳を引っ張って発生させたものであると見ており、当初は満洲独立を列国の同意が得られないとして否定的に考えていた。しかし事変後には「法華経や四書五経など古いものばかりを見ている」ようになり、今の日本のスローガンは「アジアに帰れ」であると主張するようになった。この白鳥の変化を山本勝之助は、白鳥は職務上軍と接触することが多く、小心な彼は反英米・反国際協調的な思想を持つ彼らと同調することで歓心を得ようとしていたが、いつしかそれを自分の本質と考えるようになったと指摘している。
12月には事変後の混乱により第2次若槻内閣が倒れ、犬養内閣が成立した。内閣書記官長には白鳥と親しく、「アジアに帰れ」という言葉を用いる森が就任した。森の主導によって、対満蒙実効策案審議会が設立され、白鳥はその外務省代表メンバーとなった。また白鳥は外務省内部に陸軍の参謀本部のような外交政策を検討する「考査部」の設立を主張し、一部の若手官僚の支持を集めた。また政治家との接触を頻繁に行い、森や鈴木とは連日料亭で会談をおこなった。特に森との関係は濃密であり、「白鳥はどうでも自分のいふ通りになります」と森が語るほどであったという。
1932年に成立した満洲国承認問題については「別に急ぐこともないさ、運河を掘る訳じゃないからね」と海外記者に伝えるなど、白鳥のアメリカに対する態度は極めて挑発的であった。ウィリアム・キャメロン・フォーブス駐日大使は白鳥を「悪玉（evil genius）」と評し、後任となったジョセフ・グルーも「自分の独断か、外務省外部からの人間の指示に基づいて行動している」「外国の特派員に対してセンセーショナルな（そしてしばしば誤解を招きやすい）談話を公表することを喜びとしている」「極秘裏に行った外交会談の内容を独断で公表し、しかも誤った要約を行う」などと評している。さらに国際連盟脱退など軍部と連携して英米に対する強硬外交を推進し、そのための世論誘導に努めた。そのため、元々は連盟脱退反対派だった松岡洋右が国際連盟脱退の英雄として扱われるようになったことには、「最後まで脱退の決意ができず、なんとか辻褄を合わせて残ろうとした者」と露骨に不快感を表していた。

### 白鳥騒動
白鳥は意見を異にする同僚・上司、政治家に対しても極めて攻撃的であり、犬養内閣での上司芳澤謙吉外相とは犬猿の仲であった。義兄の出淵勝次にも批判的で、省内で出淵に対する反感を醸成する黒幕ともなっていた。特に谷正之亜細亜局長とは考査部設立問題で激しく対立し、1932年に就任した有田八郎外務次官とも対立するようになった。有田は白鳥と谷を海外赴任させて調停する案を考えたが、白鳥は省内の革新派の影響力を背景に、有田にも海外赴任させるよう内田康哉外相に迫った。内田は白鳥の圧力に負け、有田にも海外赴任を求めたが、喧嘩両成敗の形となることに憤った有田は次官を辞任した。
1933年（昭和8年）6月、谷は満洲国大使館参事官に、白鳥はスウェーデン公使（デンマーク・フィンランド・ノルウェー兼摂）としてストックホルムに赴任することになった。しかし白鳥はこれに抵抗し、赴任を渋ったために重光葵外務次官が免職すると威嚇する事態となった。結局白鳥がストックホルムに向けて出港したのは9月21日になってからであった。その後考査部問題も重光の裁定によって純然たる調査機関としての調査部の設立ということで落ち着いた。白鳥の海外出国の後、国内にあって革新派の主導的立場にあったのは栗原正調査部長らであり、重光らに対して激しい批判を行っていた。

### スウェーデン公使、待命時代
白鳥は大島浩駐ドイツ陸軍武官と提携して、1936年（昭和11年）の防共協定の成立に主導的に関与したという説もあるが、必ずしもその確証は挙がっていない。ただ、英米を牽制するという見地から防共協定自体には賛成していた。また白鳥は英米との対立はそれほど強調していなかったが、ソビエト連邦に対して激しく警戒しており、対ソ関係を「清算」する、即ち対ソ戦争をも行う覚悟で交渉を行うよう主張していた。外務省中央やヨーロッパ政局からも外れたストックホルムでの駐在に嫌気が差した白鳥はたびたび帰国を要請したが、外務省からは旅費がないとして拒絶され、ならば自費で帰国するなどと押し問答を続けていた。
1936年11月、ようやく正式な帰朝命令が下り、12月下旬に日本に帰国してからの約2年間は閑職に置かれる状態だった。この時期白鳥は活発な言論活動を展開し、様々な論説を発表している。日中戦争については日本と西洋に依存することを考えた中国との間で思想的対立があったためであると主張し、日本側もその真意を中国側に伝える義務を怠ったとしている。日独伊連携強化を主張する若手外務官僚の間では「白鳥を外務次官にせよ」との声が挙がった。しかし外務省内で対立することが多く、元駐独大使小幡酉吉は、外相就任を求められた際に、若手から白鳥を次官にする声が上がると、外相就任を辞退するほどであった。小幡は白鳥が森と赤坂で飲み歩き、外務省の公金を使って芸者に子供を産ませたと常日頃から公言してた。1937年3月30日には宴席の場で、白鳥が脇息を小幡に投げつけ、ケガをさせるという事件が起きている。
また白鳥はこの時期の論説で日本が、人民戦線諸国（共産主義・資本主義諸国）と敵対する、イタリアやドイツ、ポルトガル、ブラジルといった、「ファッショ・グループ」と共通しており、むしろ日本がその本家本元であるという主張も行っている。また日本の神道は「天皇教」ともいえる「宇宙宗教」であるとも唱え、人民戦線諸国と全体主義諸国の大争闘が起きるとも語っていた。白鳥の過激化に、信を置いていた近衛文麿も「誇大妄想狂じみてる」と懸念を示すようになった。西園寺公望の秘書原田熊雄も白鳥を責任ある地位に就けることでかえって穏健化させることを考慮していた。1938年には広田外相が新設予定の対中国政策機関の長官として白鳥を据える計画を立てたが、広田が更迭されたことによって立ち消えとなった。広田更迭後にはまたしても外務省内の若手たちから白鳥を次官に擁立する声が高まり、東亜局長石射猪太郎は「省内ナチス党」と呼んでいる。また板垣征四郎陸軍大臣も白鳥を次官に起用するよう求め、7月には、大川周明が白鳥の起用を求める外務省若手の連名書を宇垣一成外相に提出し、また若手官僚7人が宇垣の私邸を訪れて白鳥の次官起用を暗に求めるという一件もあった。しかし堀内謙介次官を更迭するつもりの無かった宇垣は応じなかった。宇垣はかわりに駐イタリア大使のポストを提示した。白鳥はこれをすぐには承諾せずに、推薦者と思われる近衛の元に赴いた。近衛は大臣となる資格をつけるために大使となった方がいいと助言し、9月22日にイタリア大使に親補された。
ところが9月29日、宇垣外相が興亜院設置問題で辞職すると、再び白鳥擁立の声が若手官僚の間で高まった。外務事務官牛場信彦は兄の牛場友彦首相秘書官を通じて、白鳥を大臣に推す50名の外務官僚の署名が入った連判状を近衛首相の下に提出した。内閣秘書官長の風見章は白鳥を大臣にすることに同意していたが、海軍大臣の米内光政はこれに強く反対した。近衛は白鳥を呼び、「内外の事情から今は君を大臣にすることはできない」と告げた。白鳥は外相として「有田（八郎）が一番私心が無くてよい」とし、自らの同調者である栗原正を次官に推薦した。しかしこれも官邸や外務省内からの反発を受け、栗原は東亜局長となるにとどまった。白鳥はこの動きが定まるまでの間日本に滞在していたが、11月に日本を離れイタリアに赴任した。

### 日独伊三国同盟への関与
白鳥は大島と連携して防共協定強化、つまり日独伊三国同盟の推進を図った。イタリア赴任前には同盟に反対する叔父の石井菊次郎に対して、「叔父の外交は古い」といいはなっている。しかし三国同盟には反対派も多く、「薄墨色の外交」を基本理念としていた有田八郎外相も積極的に推進するつもりはなかった。また日本政府としては同盟はあくまでソ連に対抗するためのものであり、英米に対してはイタリアとの連携によって牽制する程度の意味しかなかった。しかしドイツは対象を限定しない一般的同盟を求め、白鳥と大島はその代弁者となった。白鳥は「自分たちに都合のいい虚偽」を独伊に押しつければ、「帝国の道義的外交」の瑕疵となると主張し、日本側の目的達成よりも独伊の要求に沿うことで、同盟締結を優先するよう主張していた。また交渉が停滞すると、たびたび自分を本国に召還するよう要請し、本国政府に対して圧力をかけた。
本国の指示に従わない白鳥らに対し、若干譲歩するものの、同盟は基本的にソ連を対象としたものであることを説明するよう訓令したが、白鳥らはこれも無視した。米内海相は「政府の威信いずこにありや、政府の命に従わぬような大使は宜しく辞めさすのが至当なるべし」としたものの、政治状況は両大使を罷免できる状況ではないと嘆いた。3月22日には五相会議が「すぐに有効な軍事援助はできない」という意図を伝えるよう決定し、もし両大使が従わない場合は召還するという方針を決めた。これを昭和天皇に上奏すると、天皇は「その旨を文書にするべし」と指示し、五相会議のメンバーによる念書が天皇に提出されている。しかし白鳥らは訓令を拡大解釈し、独伊が英仏に対して宣戦する場合は、日本も宣戦すると明言した。
この行為に天皇は、白鳥らの行為が天皇大権を侵すものであると激怒した。米内海相は両大使を召還するべきだと主張したが、平沼騏一郎首相は召還しても無駄だと言うばかりであった。有田外相も日本の外交を運営しているのは白鳥と大島だと、グルー米大使にこぼしている。以降、五相会議は白鳥と大島に訓令を送らないことを決め、同盟交渉は停滞することになった。
交渉の遅延にいらだったリッベントロップ外相は、1939年4月20日に「日本との同盟締結があまり難航するなら、ソ連との不可侵条約を結ばざるを得まい」と恫喝まがいの発言をした。大島は単なるブラフと受け取ったが、白鳥はこれを本格的な警告と受け取った。有田外相は白鳥の意見を聞き入れなかったが、8月に独ソ不可侵条約が締結された。これにより三国同盟交渉は一旦白紙となったが、白鳥はこの頃から日独伊にソ連を加えた同盟関係を志向するようになり、「日独伊ソ四国によるユーラシアブロック構想」を考えるようになった。日本では平沼内閣が総辞職した。元老西園寺公望は次の内閣の課題として「一切の掃除を断行」し、「大島・白鳥の輩を召還せしむるを可とす」と語っており、新任の野村吉三郎外相は白鳥、次いで大島を召還し、革新派の栗原をスイス大使に転出させた。

### 開戦までの行動
白鳥は9月2日に帰国を命じられ、同月中旬にナポリから出発し、10月13日に帰国した。白鳥は「独ソ不可侵条約で我が国ではドイツが裏切ったと非常に憤慨しているらしいが、ドイツをとがめるのは酷だ。詳しい事情を知れば同情すべき点もある」「日本にも責むべきところがある」とドイツを擁護した。日本では白鳥が交渉を誤ったことが非難されたが、独ソの接近を事前に警告していたことを主張し、活発な講演・執筆活動を行った。またボルシェヴィキも同盟可能な相手に変質していると主張し、以前からの反共主義者としての立場を翻した。この言動には白鳥と近い主張をしていた者達の間からも批判が出た。また第二次世界大戦に関しては当初からドイツ有利との見方をしており、講演ではこうした希望的観測をこめた発言を行っていた。
第二次世界大戦の緒戦でドイツが快進撃を見せると、白鳥は「新秩序」が到来すると主張し、ドイツと同盟を組むべきと強く主張し、「我国上層部」を批判するようになった。1940年（昭和15年）7月には米内内閣が倒れ、第2次近衛内閣が発足した。米内内閣末期に近衛が首相となり、白鳥が外相となるという噂を米内が聞いていたように、白鳥外相を待望する声は多かった。しかし天皇が白鳥の外相就任に反対したため、外相となったのはかつて白鳥の上司だったこともある松岡だった。松岡は白鳥の後見人だった森とも親しかったが、森が松岡の恩人山本条太郎との関係を絶ったため、白鳥との関係も悪化していた。近衛や陸軍は白鳥を次官にするよう要望したが、松岡は大橋忠一を次官とし、白鳥には外務省顧問の地位を与えた。白鳥の言論は次第にユダヤ陰謀論的となり、イギリスが参戦したのはユダヤ資本家のせいであると唱え、やがてユダヤ人に支配されているアメリカとも戦わねばならず、日独伊三国同盟はアメリカを戦争に引き入れるためのものだと主張するようになった。またこの頃文化親善団体「イタリア友の会」が外務省の外郭団体となり、白鳥が会長となった。
1941年4月、白鳥は躁病の治療のために顧問を辞任、以降一年間は入院と療養の生活を送ることになった。

### 戦時下の活動
その後、1942年（昭和17年）4月の総選挙で、郷里の千葉県第3区から翼賛政治体制協議会の推薦候補として立候補した。定員4人中第3位で当選し、衆議院議員となった。「右翼陣営の首領の一人」と評された、5月には翼賛政治会の総務に推薦された。イタリアの降伏後、「イタリア友の会」は盟邦同志会と改称され、白鳥はこの会を通じて活発に言論活動を行った。しかし彼の言説は清沢洌が「精神病的人物」と評するように、「神懸かり」「誇大妄想狂」「まだ病気が治らない」などと揶揄されていた。
また東条内閣への批判を強め、1943年には鳩山一郎や中野正剛に続いて翼賛政治会から脱会した。1944年にはこの戦争が「邪神エホバの天照大神に対する反逆」「エホバをいただくユダヤ及びフリーメイソン」の反逆行為であると発表している。またムー大陸が実在していたと説き、世界の人類はすべて日本民族から別れたものであり、世界最古の文明や各宗教は皆日本から出ているとも語っている。また同年には若手外務省官僚の重光外相・大東亜相に対する反対運動が発生したが、本間雅晴中将の小磯国昭首相に対する報告によると、この運動を煽動した者の中に白鳥がいたとされる。

### 戦後
太平洋戦争終結後、1945年（昭和20年）11月19日、連合国軍最高司令官総司令部は、日本政府に対し白鳥らを戦争犯罪人として逮捕し、巣鴨刑務所に拘禁するよう命令。後日A級戦犯の指定を受けた。同年12月5日に衆議院議員を辞職。巣鴨拘置所に出頭する途中で白鳥は、外務省に吉田茂外相を訪ね、憲法改正に関する持論を書き残した。それは天皇がキリスト教に改宗して日本国民をキリスト教化し、国政及び国民の民主化に努めるべきであるというものであった。またいかなる形でも外征を禁止すること、良心的兵役拒否、国民の資源を軍事に使わないという一種の戦争放棄的な条項も含まれている。白鳥の弁護人を務めた廣田洋二は、この意見が日本国憲法第9条に影響を与えたという主張を行っているが、確証はなく、戸部良一は「いささか無理がある」としている。
1946年（昭和21年）、現在の境遇上深く責任を痛感し恐懼に堪えざるとして勲二等旭日重光章返上。
極東国際軍事裁判に出廷したものの、喉頭癌によりかなり衰弱していた。裁判では白鳥の活発な言論活動が戦争をあおったものであると指摘され、弁護側は「日本のゲッベルスに仕立てようとしている」と批判した。裁判の後半ではほとんど欠席しており、終身禁固刑の判決が下ったが、半年後の1949年6月に死去した。満61歳没。
1978年（昭和53年）10月17日、靖国神社の合祀祭にて昭和殉難者として合祀された。その際、昭和天皇が富田朝彦宮内庁長官に対し「A級が合祀されその上 松岡、白取（原文ママ）までもが」、「私はあれ以来参拝していない、それが私の心だ」と述べ、白鳥の合祀に不快感を示した旨が記された「富田メモ」が2006年に発表され、話題となった。

## エピソード
- 戦前、昭和天皇に対して「天皇がパシフィスト（平和主義者）であるのは、元老（西園寺公望）や内大臣（牧野伸顕）の影響のせいだ」などと批判的な意見を述べている[14]が、戦後になって出頭前に書き残した書簡では「先天的に平和を愛好せられ」と好意的な記述をしている[73]。
- イタリア赴任前には北進論者であり、「南方なんて大きなペンペン草が生えているだけ」と主張していたが、帰国後は「北方なんてツンドラだ。それよりも南方だ。海の資源、山の資源、帝国の生命線は南方に置き換えるべきだね」と南進論者に鞍替えしている[77]。
- 極めて敵を作りやすい性格であり、様々な人物と軋轢をおこしたエピソードがある。
  - イタリア赴任前に同盟通信社社長岩永裕吉と会議で揉めて、「イタリア大使となる人物」と「国家代表通信社のボス」が背広を脱いで喧嘩をはじめようとする事態になり、有田外相が止めに回っている。
  - 東京裁判の最中、法廷控室で橋本欣五郎が癇癪を起こし、白鳥は眼鏡が飛ぶ程顔面を殴打されたことがあった。ただ橋本も些細なことで激昂するトラブルメーカーであった。
- 死亡する直前にキリスト教へ改宗した。また、夫人には晩年「色々な宗教を勉強したけど、キリスト教を始め、どの宗教も言わんとする事は同じだ」と語っていたという。
- 一時は金光教などの新宗教に凝り、自宅に神棚を祀っていたこともあった。
- 半藤一利と白鳥の三男洋三は旧制浦和高等学校時代の同級生であり、誘われて裁判の傍聴に行ったものの「正直言ってまったく面白くなかった」と回想している[78]。

## 著作
- 『國際日本の地位』（三笠書房、1938年）
- 『日獨伊樞軸論』（アルス〈ナチス叢書；第5〉、1940年)
- 『歐洲を繞る世界情勢』（ヨーロッパ問題硏究所〈戰争文化叢書 ; 第26輯〉、1940年）
- 『戰ひの時代』（第一書房、1941年）
- 『轉換日本の諸政策 高度國防國家の確立より世界新體制の建設へ』（興成書房、1941年）
- 『世界新秩序と日本の外交』（日本文化中央聯盟〈國民自覺叢書 ; 第9編〉、1941年）
- 『世界維新と日本の將來』（生產擴充硏究會、1943年）
- 『戰局を觀る』（國際政經學會、1944年）

## 栄典
位階
- 1914年（大正3年）9月21日 - 従七位[79]
- 1917年（大正6年）7月20日 - 正七位[79]
- 1920年（大正9年）1月30日 - 従六位[79]
- 1922年（大正11年）6月20日 - 正六位[79]
- 1925年（大正14年）4月15日 - 従五位[79]
- 1930年（昭和5年）5月1日 - 正五位[79]
- 1934年（昭和9年）11月1日 - 従四位[79]
- 1938年（昭和13年）10月15日 - 正四位[79]
- 1940年（昭和15年）9月19日 - 従三位[79]

勲章等
- 1920年（大正9年）11月1日 - 勲五等瑞宝章[79]
- 1924年（大正13年）5月20日 - 勲四等瑞宝章[79]
- 1926年（大正15年）2月10日 - 旭日小綬章[79][80]
- 1931年（昭和6年）
  - ?月?日 - 勲三等瑞宝章[79]
  - 10月21日 - 銀杯一組[79]
- 1934年（昭和9年）?月?日 - 勲二等瑞宝章[79]
- 1940年（昭和15年）
  - 4月29日 - 旭日重光章[79]
  - 8月15日 - 紀元二千六百年祝典記念章[81]
- 1946年（昭和21年） - 勲二等旭日重光章返上[75]